# 駒歌
《駒歌》（英文：Beyond the Horizon）是香港劇團好戲量的音樂劇場作品，由其藝術總監楊秉基所創作，為香港首部向黃家駒致敬之舞台劇，並以香港搖滾樂隊Beyond的歌曲穿插故事當中。劇團為《駒歌》定下每五年重演一次的計劃，因而在2003年首演後，2008年曾經重演；在2005年Beyond宣佈解散，好戲量亦在同年重演《駒歌》一劇，並演出二十二場。

## 創作背景
1993年6月24日凌晨，黃家駒於富士電視台拍攝遊戲節目發生意外，及後於日本時間1993年6月30日下午逝世，享年31歲。當年楊秉基就讀中六，一直是Beyond及黃家駒的歌迷。在黃家駒逝世後，楊秉基在他的墓前承諾，要在十年內找到自己的理想。後來楊秉基報考香港演藝學院，獲編劇系取錄；更於2003年成立好戲量，並以黃家駒的音樂及其精神寫下《駒歌》，向黃家駒致敬，兌現他十年前的承諾。楊秉基希望《駒歌》不是單一的演出，而是一個長久的行動，用演員的經歷同實踐，將黃家駒的精神傳至一代又一代。

## 故事
故事講述主角卓賢自小因為Beyond的主音歌手黃家駒而喜歡搖滾音樂。他視黃家駒為他的偶像，只可惜黃家駒於他十七歲時意外身亡。黃家駒說過：「香港只有娛樂圈，沒有樂壇。」為了表達對偶像的尊重，卓賢決定要向家駒許下承諾，令香港的娛樂圈成為真正的樂壇。
然而，當卓賢真的要付諸行動時，他才發現困難重重。要真正改變一個地方，要付出的力量之大是他意料不及的。他慢慢乏力，本想要改變娛樂圈，卻反而遭娛樂圈改變自己。在實現對家駒的黃承諾的過程中，他逐漸迷失。
而當他要面對他的女朋友Yon（2003、2005版本：Grace）和女助手Yond（2003、2005版本：阿紫），卓賢更是處於兩難局面。Yon為了實現理想而離開他，他無法挽留；Yond的心意，他無法領受。在理想和愛情的路上，卓賢都寸步難行。
另一方面，卓賢的老朋友鼓佬（2003版本：朱波波）看見卓賢漸漸迷失自我，只能慨嘆世事萬變。然而鼓佬在面對自己的女兒和婚姻，同樣是無從入手。
現實和理想看似對立。但Beyond就是超越。若要達到理想，需要超越的到底是甚麼？

## 製作團隊

### 2003版本
2003年7月11日至20日於香港文化中心劇場演出共八場
編劇、導演：楊秉基

監製：鄧耀銘

演員：張繼聰　飾演　卓賢
　　　
白只　　飾演　朱波波
演員：
陳子安　陳子寧　陳皓雲　陳菀甄　鄭鳳玲　周紹嵐　馮世權 何兆洋　

何子祥　鄺凱明　鄺麗娟　賴恩慈　劉雅婷　劉子鈿  李雅瑜 李穎欣
　
馬思恩　吳狄殷　譚藍青　鄧秉奇　鄧耀銘  徐月玲   黃詩琪 汪懿如　

王婉薇　楊秉基　楊子寧　嚴紫珊　余俊烈

### 2005版本
2005年4月14至30日於香港文化中心劇場重演，演出共二十二場
編劇、導演：楊秉基
演員：馮世權　飾演　卓賢
　　　楊秉基　飾演　鼓佬

### 2008版本
2008年9月10日至21日於香港文化中心劇場重演，演出共十六場
編劇、導演：楊秉基
監製：賴恩慈
演員：馮世權　飾演　卓賢
　　　楊秉基　飾演　鼓佬
　　　黃綺雯　胡嘉琪　賴恩慈　貝樂恩　鄔志雄　盧浩鏘　陳菀甄　陳裕君　李雅瑜　陳子文
　　　溫倩蘅　陳子寧　聶琪琪　文子俊　胡凱晴　岑穎怡　吳桂如　梁曦彤　司徒培傑
現場音樂：何紹榮　區偉強　陳仲軒　葉瑞雯　邱偉堯

## 歌曲列表
| 項目 | 歌曲       | 作曲          | 填詞                        |
| ---- | ---------- | ------------- | --------------------------- |
| 1    | 高溫派對   | 黃家駒        | 胡人                        |
| 2    | 我是憤怒   | 黃家駒        | 黃貫中                      |
| 3    | 和平與愛   | 黃貫中        | 黃家強                      |
| 4    | 命運是你家 | 黃家駒        | 黃貫中                      |
| 5    | 午夜迷牆   | 黃家駒        | 黃貫中                      |
| 6    | 爆裂都市   | 黃貫中        | 黃貫中                      |
| 7    | 可知道     | 黃家駒        | 黃家駒                      |
| 8    | 不再猶豫   | 黃家駒        | 小美                        |
| 9    | 誰伴我闖蕩 | 黃家駒        | 劉卓輝                      |
| 10   | 喜歡你     | 黃家駒        | 黃家駒                      |
| 11   | 永遠等待   | 黃家駒/陳時安 | 黃家駒/葉世榮/黃家強/陳時安 |
| 12   | 再見理想   | 黃家駒        | 黃家駒/黃家強/黃貫中/葉世榮 |
| 13   | 歲月無聲   | 黃家駒        | 劉卓輝                      |
| 14   | 灰色軌跡   | 黃家駒        | 劉卓輝                      |
| 15   | 無淚的遺憾 | 黃家駒        | 劉卓輝                      |
| 16   | 孤兒仔     | 李峻一        | 李峻一                      |
| 17   | 爸爸媽媽   | 黃家駒        | 黃貫中                      |
| 18   | AMANI      | 黃家駒        | 黃家駒                      |
| 19   | 俾面派對   | 黃家駒        | 黃貫中                      |
| 20   | 不可一世   | 黃家駒        | 黃家駒                      |
| 21   | 無盡空虛   | 黃家駒        | 黃家駒                      |
| 22   | 昔日舞曲   | 黃家駒        | 黃家駒                      |
| 23   | 金屬狂人   | 黃家駒        | 葉世榮                      |
| 24   | 海闊天空   | 黃家駒        | 黃家駒                      |
| 25   | 真的愛你   | 黃家驹        | 小美                        |
| 26   | 光輝歲月   | 黃家駒        | 黃家駒                      |
| 27   | 抗戰二十年 | 黃家駒        | 黃偉文                      |

## 備註
1. ↑  2008年版本